# Hermann Homburg

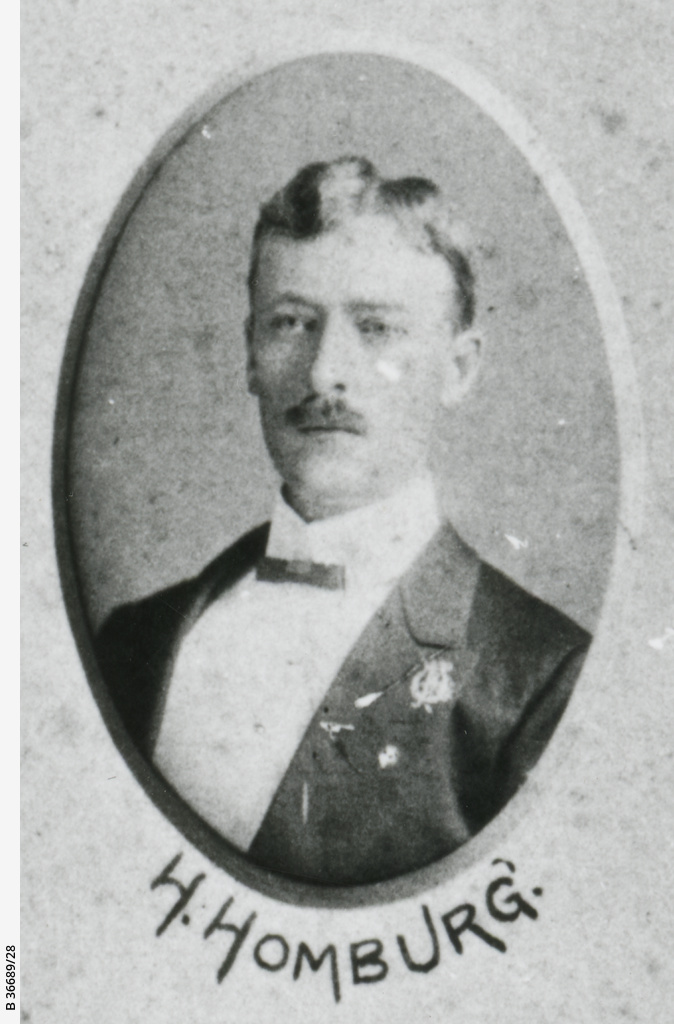
Hermann Homburg

Hermann Robert Homburg (* 17. März 1874 in Norwood, Adelaide in South Australia; † 12. Dezember 1964 in Dulwich, Adelaide, South Australia) war ein australischer Rechtsanwalt, Politiker und Minister. Er war deutschstämmig und lebte mit seiner Familie in zweiter Generation in Australien. Hermann Homburg war in beiden Weltkriegen Repressalien durch australische Behörden ausgesetzt.

## Leben
Hermann Homburg war der älteste Sohn von Caroline Magdalene Pauline und Robert Homburg, einem Rechtsanwalt, Politiker und Minister. Hermann Homburg war mit seiner Familie in den frühen 1850er Jahren von Braunschweig nach South Australia ausgewandert.
Zur Schule ging er ins Prince Alfred College in Adelaide. Danach begann er ein Studium der Rechtswissenschaften, das an der Universität Adelaide abschloss. Anschließend arbeitete er in der Rechtsanwaltskanzlei seines Vaters. 1897 erhielt er die Zulassung als Rechtsanwalt. Im gleichen Jahr heiratete er am 29. November Emma Lydia Louisa, geborene Herring. Mit ihr hatte er einen Sohn und zwei Töchter.
Hermann Homburg engagierte sich in der Gesellschaft von Adelaide, so war er Mitglied in der Adelaide Liedertafel, an deren Reorganisation er nach beiden Weltkriegen maßgeblich beteiligt war, und er war lange Jahre Präsident eines Radfahrervereins. Im Februar 1929 reiste er nach Deutschland und warb für Handelsbeziehungen zwischen den beiden Ländern. Dort sprach er sich für die Einwanderung nur von Weißen nach Australien aus, asiatische Einwanderer lehnte er ab. Damit trat er für die damals in Australien praktizierte und weit verbreitete rassistische White Australia Policy ein.

## Abgeordneter, Generalbundesanwalt, Minister
Von 1906 bis 1915 und 1927 bis 1930 war Hermann Homburg für den Wahlbezirk Murray als Abgeordneter im Unterhaus von South Australia. Von 1933 bis 1941 wurde er zum Abgeordneten im Legislative Council gewählt. Von Premierminister Archibald Peake wurde Homburg von 1909 bis 1910 zum Generalbundesanwalt und Bundesjustizminister, ferner von 1912 bis 1915 auch zum Industrieminister ernannt. Von 1929 bis 1930 setzte er seine politische Karriere als Generalbundesanwalt und Bundesjustizminister sowie Industrieminister in der Regierung unter Premierminister Richard Layton Butler fort.

## Erster Weltkrieg
Zu Beginn des Ersten Weltkriegs stockte Homburgs politische Karriere. In Australien war eine Kriegshysterie entstanden, die sich gegen die sogenannten Enemy Aliens richtete. Für Australien waren auch Deutsche in Australien ein Kriegsgegner. Dies obwohl manche deutschstämmige Personen bereits in zweiter oder dritter Generation dort lebten. Australien als ein Teil des britischen Commonwealth kämpfte mit den Alliierten. Viele Deutschstämmige wurden interniert oder mussten sich kontinuierlich bei der Polizei melden. Homburg bekleidete im Jahr 1914 ein Ministeramt in South Australia. Als kurz nach Kriegsbeginn sein Büro, das er als Minister nutzte, untersucht wurde, befand er sich nicht dort. Soldaten der Australian Imperial Force waren mit Gewehren und aufgepflanzten Bajonetten in sein Büro eingedrungen. Daraufhin trat er im Januar 1915 von seinem Ministerposten zurück. Homburg schrieb, dass er sich einer Kampagne von Lügen und einem Rufmord gegenübersehe. Diese Kampagne erfolge, weil er nicht britischer Abstammung sei. Premierminister Peace bedauerte seinen Rücktritt.
Im April 1915 unterlag Homburg bei den Wahlen und ebenso im Jahr 1924. Erst 1927 war er in einer Wahl erfolgreich, unterlag allerdings im Jahr 1930.
Zwischen den beiden Weltkriegen führte Homberg die säkulare deutsche Gemeinschaft Adelaides an und widmete sich vor allem der Pflege der deutschen Kultur. In verschiedenen Veröffentlichungen wurde ihm nachgesagt, dass er sich in jener Zeit mehr zu einem deutschen als zu einem australisch-deutschen Patrioten entwickelt habe. Er war enttäuscht, als zahlreiche deutsch benannte Orte nach 1918 umbenannt wurden. Denn seiner Meinung nach waren mit diesen Namen die Anteile der deutschen Einwanderer an der Entwicklung Australiens dokumentiert.
Sein Bruder Robert (1875–1948) war ebenfalls Rechtsanwalt und Politiker. Er war von 1912 bis 1915 Abgeordneter für den Wahlbezirk Burra Burra im Unterhaus von South Australia. Er verabschiedete sich aus der Politik, nachdem er sich Verleumdungen ausgesetzt sah.

## Zweiter Weltkrieg
Mit dem Aufstieg Hitlers und seinem Missbrauch deutscher Kultur für politische Zwecke erkannte Hermann Homburg die dahinter verborgenen Gefahren nicht. Er verharmloste sie und setzte sich für die Politik des „german way“ („deutschen Wegs“) ein. Nach dem Beginn des Zweiten Weltkriegs im September 1939 misstrauten ihm die australischen Behörden und untersuchten seine Wohnung und sein Büro. Am 25. Oktober 1940 setzten ihn die Behörden in Internierungshaft. Nach einem Widerspruch wurde er im Januar 1941 aus dem australischen Internierungslager entlassen und unter Auflagen in Arrest gesetzt. Er durfte entsprechend einer Genehmigung nach Melbourne und im Februar nach Ballarat reisen, wo er aus dem Parlament ausschied. Danach stellte er sich keiner erneuten Wahl. Am 18. Dezember 1942 wurde ihm die Rückkehr nach Adelaide erlaubt. Dort musste er sich bis Kriegsende dreimal in der Woche bei der Polizei melden. Er arbeitete bis zu seinem Tod im Jahr 1964 als Rechtsanwalt.

## Publikation
Über seine Erfahrungen in den beiden Weltkriegen publizierte Robert Homburg im Jahr 1947 das Buch mit dem Titel South Australian Lutherans and War-Time Rumours.